# 大島宇三郎
大島 宇三郎（おおしま うさぶろう、1951年3月27日 - ）は、日本の俳優・声優。北海道出身。身長167cm、血液型はA型。

## 人物経歴
劇団四季を経てイギリス・ロンドンに演劇遊学。舞台、映画、ドラマと幅広い分野で、存在感のある俳優として活躍。
ワークショップ「SPACE U」主宰している。2020年から所属事務所はヤザ・パパに所属になった。

## 出演

### テレビドラマ
- 日本名作怪談劇場 第11話「怪談 鰍沢」（1979年、12ch）- 千吉
- 爆走! ドーベルマン刑事 第12話「アレックス 零下20度からの脱出」（1980年、ANB）
- 大激闘マッドポリス'80 第4話「切り札は黒いクイーン」（1980年、NTV）
- 斬り捨て御免! 第1シリーズ 第9話「小太刀に濡れた涙雨」（1980年、東京12ch） - 浄海
- ロボット8ちゃん（1981年、CX）
- 噂の刑事トミーとマツ（TBS）
  - 第1シリーズ 第63話「悪党め! ちん兵器で御用だ!!」（1981年） - 脱獄囚
  - 第2シリーズ 第18話「死ぬゥ! 廃車上の人間スクラップ」（1982年） - 荒神会構成員
- 必殺シリーズ（ABC）
  - 必殺仕事人（1980年）
    - 第56話「外し技釣り鐘からくり割り」 - 楊心
    - 第67話「詣り技暗闇丑満重ね斬り」 - 道源

  - 新必殺仕事人 第52話「主水つゆ支度する」（1982年） - 勘助
  - 必殺仕事人V 第4話「主水家をしめ出される」（1985年） - 円了
- 大江戸捜査網（TX）
  - 第574話「逆襲! 熱血同心一番長い日」（1982年）
  - 第591話「女牢しのび肌 禁断の闇化粧」（1983年） - 徳の市
  - 第606話「哀愁別れ唄 さざんかの宿」（1983年）
  - 第629話「私を妻に! 十蔵女難騒動」（1984年） - 浪助
- 西部警察シリーズ（ANB / 石原プロ）
  - 西部警察 第121話「無法の街に愛と勇気を!」（1982年）
  - 西部警察 PART-II
    - 第5話「消えた身代金」（1982年） - 服役中の男
    - 第32話「狙われたシンデレラ」（1983年） - 辰巳郁夫

  - 西部警察 PART-III 第35話「灼熱の拳銃」（1984年） - 松田
- 立花登・青春手控え （1982年、NHK）
- 源九郎旅日記 葵の暴れん坊 第12話「黒潮、むぎ酒虎目付」（1982年、ANB）
- ザ・ハングマンシリーズ（ABC / 松竹）
  - 新ハングマン 第11話「娘の真珠を奪ったハレンチ官僚」（1983年） - ニセ真珠組織・小沼の部下
  - ザ・ハングマン4 第23話「美人レジが金塊密輸の手先にされる!」（1985年） - 矢原
  - ザ・ハングマンV 第7話「凶悪脱走犯が温泉宿に立てこもった!」（1986年） - 銀竜会組員
- 事件記者チャボ! 第24話「チャボもあきれたダメ父さん!」（1984年、NTV/ ユニオン映画） - チンピラ
- 流れ星佐吉 第18話「とんだ情けの大道中」（1984年、KTV）
- 暴れ九庵 第5話「神の心子知らず」（1984年、KTV） - 修験生
- 星雲仮面マシンマン （1984年、NTV） - トンチンカン
- 暴れん坊将軍 (ANB)
  - 暴れん坊将軍II 第88話「お上に怨みの逃がし屋稼業!」（1984年） - 坊主の辰
  - 暴れん坊将軍III 第14話「春の宴に舞う女」（1988年） - 小六
- そして戦争が終った（1985年、TBS） - 堂込曹長
- 深夜にようこそ （1986年、TBS） - 土工
  - 第3回
  - 第4回（最終回）
- 女ふたり捜査官 （1986年、ABC）
- 太陽にほえろ!（1986年、東宝 / NTV）
  - 第695話「赤いドレスの女」 - ボディガード
  - 太陽にほえろ! PART2 第2話「探偵物語」 - 暴力団組員
- スケバン刑事III 少女忍法帖伝奇 （1986年、CX） - 地妖
- あぶない刑事 第45話「謹慎」  (1987年、NTV)
- 隠密・奥の細道 第18話「波間に燃えた男唄」（1988年、TX）
- CAT'S EYE キャッツ・アイ ミッドナイトは恋のアバンチュール （1988年、NTV）
- 大河ドラマ (NHK)
  - 武田信玄 （1988年） - 竜渓
  - 春日局 （1989年） - 戸川肥後守
  - 毛利元就 （1997年） - 宮川房長
  - 武蔵 MUSASHI （2003年） - 柳生徳斎
  - 功名が辻 （2006年） - 溝淵五郎衛門
  - 風林火山 （2007年） - 森坊
- 月影兵庫あばれ旅 第1シリーズ 第10話「おれは盛岡には来なかった」（1989年、TX） - 日源
- 幕府お耳役檜十三郎 第11話「隅田川浮世草子」（1991年、TX）
- 水戸黄門 (TBS)
  - 第21部 第12話「無念晴らした夢芝居 -人吉-」（1992年） - 赤馬の伝次
  - 第22部 第28話「響け正義の御陣乗太鼓 -輪島-」（1993年） - 為三
  - 第23部 第18話「闇夜に咲いた女義賊 -米子-」（1994年） - 伝六
  - 第33部 第22話「大対決!八百八町は日本晴れ」（2004年） - 芳秋
- 大岡越前（TBS / C.A.L.）
  - 第12部 第20話「帰らぬ父は御金蔵破り」（1992年） - 軍次
- 有言実行三姉妹シュシュトリアン 第36話「怪人・真実一郎」（1993年、CX） - 真実一郎
- 鬼平犯科帳 第4シリーズ 第9話「霧の七郎」（1993年、CX） - 鉄頴
- 新選組血風録 （1998年、ANB） - 平山五郎
- ズッコケ三人組3 （2001年、NHK） - 現場監督
- 変装婦警の事件簿（2001年、EX） - 佐々木道慶 役
- 最後の忠臣蔵 （2004年、NHK） - 桑名武右衛門 役
- 慶次郎縁側日記 第2シリーズ（2005年） - 九兵衛 役
- 逃亡者 おりん （2006年、TX） - 破道 役
- お江戸吉原事件帖 （2007年、TX） - 権六 役
- オトコマエ! （2008年、NHK） - 本所三笠町の男
- 雪之丞変化(2008年) （2008年） - 島抜けの法印 役
- あの戦争は何だったのか 日米開戦と東條英機 （2008年12月24日、TBS） - 田中新一 役
- まっつぐ〜鎌倉河岸捕物控〜 （2010年、NHK） - 眼斎（ニセ坊主） 役
- 戦国疾風伝 二人の軍師 秀吉に天下を獲らせた男たち （2011年、TX） - 安国寺恵瓊 役
- 大岡越前 第2話「叱られた将軍様」（2013年、NHK） - 赤間屋唐造 役
- 銀漢の賦（2015年） - 稲葉又五郎 役
- ぬけまいる（2018年） - すて松 役

複数年放送されているため出演年月日が不明な作品（五十音順）
- 混浴露天風呂連続殺人
- はみだし刑事情熱系

### 吹き替え
- ER緊急救命室
  - シーズンⅨ #3 - マレン
  - シーズンⅩⅠ #8 - ゲーリー・マクウェイン（ジェームズ・マクドナルド）
  - シーズンⅩⅡ #3 - ジャック・ベックウィズ（マイケル・デンプシー）
  - シーズンⅩⅢ - カーティス・エイムス（フォレスト・ウィテカー）
- イ・サン - キム・ギジュ
- GO!GO!ジェット - ウッド
- 太王四神記 - コ・ウチュン
- ドクター・フー - ブレイク少佐
- みなさん、さようなら - レミ

### 映画・Vシネマ
映画
- 制覇 - 花森
- ふみ子の海 - 巡査

Vシネマ
- 本気!

### 舞台
- NANYA-SHIP Reading Live「雨の夏、三十人のジュリエットが還ってきた」（2024年10月1日・2日、南青山MANDALA）[2]